# Jelle Stout
Jelle Stout is een Nederlandse acteur, bekend van Mees Kees (2017), Mees Kees langs de lijn (2016) en Dare (2017).
Voor zijn rol in de musical de kleine blonde dood heeft Jelle de "Musicalworld Award 2014 beste kindercast - Prijzenswaardige jongens" gekregen.